# Мілена Канту

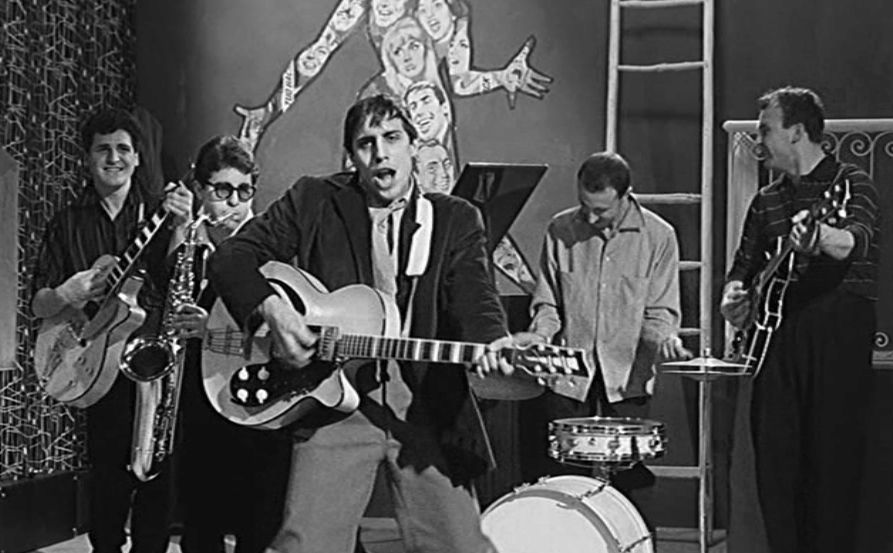
Виступ Адріано Челентано з гуртом «I Ribelli», кадр з фільму «Я цілую… ти цілуєш» (1961)

Мілена Канту (італ. Milena Cantù; нар. 6 квітня 1943, Мілан, Італія) — італійська співачка, авторка пісень та композиторка, період найбільшої активності якої припав на 1960-ті, часи біт-музики.
Італійській публіці Мілена найбільше була знана як «Дівчина „Клану“», цей титул вона отримала під час свого дебюту у світі попмузики завдяки її співпраці з артистичною групою студії Адріано Челентано «Clan Celentano» на початку 1960-х.

## Життя та творчість
Мілена народилася 6 квітня 1943 року в Мілані, в сім'ї архитектора та художника Альберто Канту.

### «Дівчина „Клану“»
У 1958 році, працюючи продавчинею парфумерії, Мілена Канту познайомилася зі співаком Адріано Челентано й стала зустрічатися з ним. Її співацький дебют відбувся у 1964 році, коли вона на власній студії Челентано «Clan Celentano» («Клан Челентано») записала пісню «Eh!, già (lasciami entrare)», кавер до композиції американської співачки Літл Іви «He is the boy» 1963 року; у тексті якої розповідалося про жінку, яку кинув чоловік, що не пробачив її зради.
Щоб розкрутити співацьку кар'єру Мілени Канту, артистки, створеної «за столом», «Clan Celentano» організував особливий рекламний трюк і її участь у різних телевізійних програмах (у тому числі в авторській телепередачі Челентано — «Adriano Clan»), зробивши її «Дівчиною „Клану“». Протягом телепередачі «Adriano Clan» за матовим склом дверей з'являвся силует дівчини, яка співала пісню «Eh! gia…», а потім вийшла платівка під назвою «Дівчина „Клану“» («La Ragazza del Clan»). За однією з версій створення цього проєкту — було намагання Челентано згладити гіркоту розставання з Міленою (Адріано на той час вже зустрічався з Клаудією Морі, майбутньою дружиною). Глядачі спочатку не асоціювали Мілену з «Дівчиною „Клану“», тому що за силуетом і зачіскою дівчина більше походила на Клаудію Морі, яка на той час вже майже два роки фігурувала поруч з Челентано, а у Канту було довге волосся. У назві платівки була інтрига, тому що публіка не знала, кому цей титул належав. Також існують ще й версії створення проєкту та таємниці навколо нього: він призначався для Клаудії Морі, яка з якихось причин не стала брати участь в ньому; інтригу довго підтримували, можливо, просто вибираючи кандидатку, при цьому не показуючи саму співачку, яку могли в будь-який момент замінити іншою.
Пісня гурту Челентано «I Ribelli», «Chi sarà la ragazza del Clan?», ще більше посилила інтригу, створивши атмосферу таємничості, у її тексті були рядки:
«Хто ж така „Дівчина "Клану"“? / всі хлопчики ставлять собі питання. / Ми знаємо, який у неї голос / і нам вона подобається, коли вона співає „Eh!, già“/ Вона популярна в усіх музичних автоматах, але ніхто не може сказати нам, хто вона така; / Але рано чи пізно правда стане відома: / щоб дізнатись, агент 007, знадобиться [...]»
Челентано підтримував інтригу максимально довго, оскільки тиражі платівок цього проєкту були дуже високими. Тільки наприкінці року стало відоме справжнє ім'я «Дівчини „Клану“» — Мілени Канту, і після того, як під псевдонімом були вийшли три інших сингли (один з яких був у парі з піснею Дона Бакі), Мілена Канту записала свою першу платівку, «Bang bang»/«Che importa a me», під своїм справжнім ім'ям. Сторона «A» містила пісню, яка була однією з багатьох кавер-версій до хіта дуету «Sonny & Cher» (який також записали того ж періоду такі виконавці, як італійські гурти «Equipe 84» та «I Corvi» і співачка Даліда серед інших), на стороні «Б» — була одна з перших пісень, написаних дуетом Могола і Лучіо Баттісті, «Che importa a me», без вказівки авторів.

### Розрив з «Кланом»
Згодом стосунки з «Clan Celentano» у Канту не склалися, як і у багатьох учасників, що стояли біля основи цієї організації. 1967 року вона випустила на цій студії, на платівці у 45 обертів, та виконала на конкурсі «Кантаджіро», пісню, написану Доном Бакі, Іко Черруті і Детто Маріано — «L'ombra» («Тінь»). У газетах писали про бійку між братом Мілени Канту, Еудженіо, і Челентано, під час цього пісенного автопробігу, на «Стадіоні Луїджі Ферраріса» в Генуї. Еудженіо звинувачував Адріано в несплаті гонорару Мілені Канту за авторські права, внаслідок цього скандалу Канту залишила студію. З 1968 року вона стала записувати платівки на лейблі Джованні Баттісти Ансольді, «Ri-Fi», де почала професійну співпрацю зі співаком Фаусто Леалі, з яким того ж року одружилася і народила дочок Дебору і Саманту (розлучилися в 1983). 
На «Ri-Fi» Мілена Канту опублікувала пісню «Conoscevo un re» («Я знала Короля»), у тексті якої розповідалося про її перипетії з Челентано (під «Королем» вона мала на увазі його), проте платівка не мала успіху.

## Авторка текстів
Через кілька років, після залишення сцени, під псевдонімом «Mamared», з 1972 року Мілена Канту почала працювати авторкою пісень для альбомів інших співаків: «L'uomo e il cane» (пісня, яку Леалі виконав на Фестивалі Санремо), «Amore dolce, amore amaro» (альбом Леалі 1975 року), «Leapoli» (ще один альбом Леалі, 1977 року), «L'ultima volta» (пісня для Міни), «Dan Dan» (пісня для альбому Лоредани Берте, «Lorinedita», 1983 року). Також для Берте вона виконала бек-вокал у її альбомі «TIR» 1977 року. Після періоду відсутності на музичній сцені, у 1996 році Канту написала пісню «Estasi» для Віоли Валентіно, а у 2003 році вона давала інтерв'ю ведучому Піппо Баудо в рамках телепередачі «Novecento».

## Дискографія

### Платівки у 45 обертів
- 1964: Danny Boy/Eh!, già... (lasciami entrare) (Clan ACC 24008)
- 1964: Eh!, già... (lasciami entrare)/Ogni sera al tram (Clan ACC 24014)
- 1965: Strana/Un mondo di bene/Il treno (Clan ACC 24023)
- 1965: Ma tu chi sei/Strana (Clan ACC 24031)
- 1966: Due treccioline con l'elastico (disco Clan)
- 1966: Bang Bang/Che importa a me (Clan ACC 24038)
- 1967: L'ombra/La farfalla (Clan)
- 1968: Conoscevo un re/Un minuto e non di più (Rifi RFN-NP 16276)
- 1999: Bang Bang (Clan, picture disc)

### EP
- 1964: Eh!, già... (lasciami entrare)/Ogni sera al tram/Mama che caldo/Io che giro il mondo
- 1964: Il problema più importante/È inutile davvero/Eh!, già/Ogni sera al tram (Clan DVEP 95 138)